# Ostrov (Sobrance)
Ostrov (ungarisch Éles und 1939–1945 Kisosztró – bis 1907 Osztró) ist eine Gemeinde im äußersten Osten der Slowakei mit 306 Einwohnern (Stand 31. Dezember 2024), die zum Okres Sobrance, einem Kreis des Košický kraj, gehört.

## Geographie
Die Gemeinde befindet sich im Osten des Ostslowakischen Tieflands, am Kanal Sobranecký kanál, vorher am Bach Sobranecký potok im Einzugsgebiet des Uh. Das Ortszentrum liegt auf einer Höhe von 111 m n.m. und ist dreieinhalb Kilometer von Sobrance entfernt.
Nachbargemeinden sind Sobrance im Norden und Nordosten, Tibava im Osten, Orechová und Kristy im Südosten, Porostov im Südosten und Süden, Blatná Polianka und über einen Berührungspunkt Blatné Remety im Südwesten, Bunkovce im Westen und Nižná Rybnica im Nordwesten.

## Geschichte

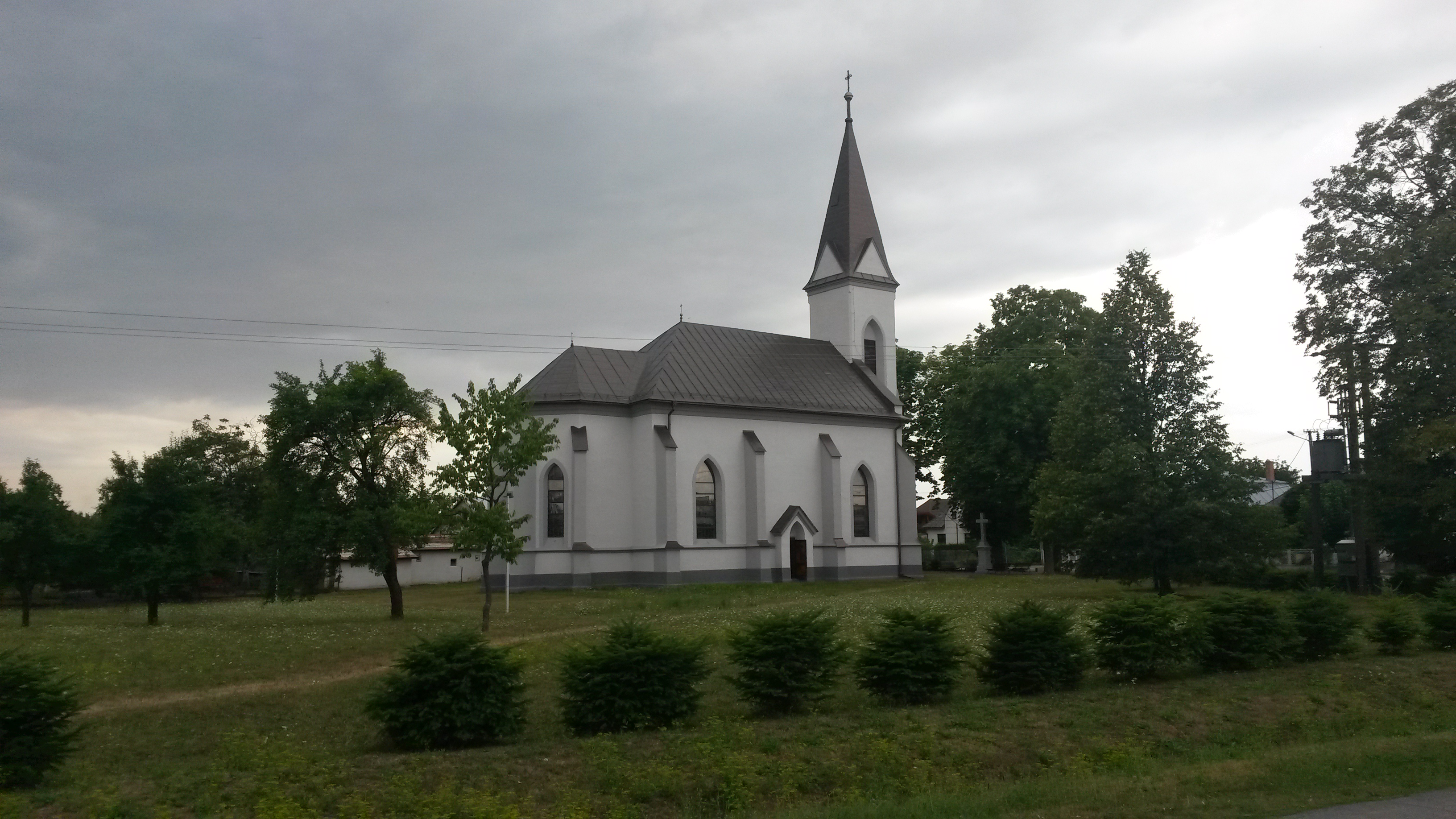
Kirche im Ort

Ostrov wurde zum ersten Mal 1336 als Kethwzturow schriftlich erwähnt, weitere historische Bezeichnungen sind unter anderen Oztrow (1419), Ozthro (1427) und Ostrow (1808). Das Dorf war Teil des Herrschaftsgebietes von Großmichel und Jasenov, im 19. Jahrhundert war es Besitz der Familien Csuha und Török. 1427 wurden 22 Porta verzeichnet. 1828 zählte man 27 Häuser und 290 Einwohner, die als Landwirte tätig waren.
Bis 1918/1919 gehörte der im Komitat Ung liegende Ort zum Königreich Ungarn und kam danach zur Tschechoslowakei beziehungsweise heute Slowakei. In der Zeit der ersten tschechoslowakischen Republik verblieben die Einwohner bei traditionellen Einnahmequellen. Als Folge des Slowakisch-Ungarischen Kriegs war der Ort von 1939 bis 1944 noch einmal Teil Ungarns. Nach dem Zweiten Weltkrieg wurde die örtliche Einheitliche landwirtschaftliche Genossenschaft (Abk. JRD) 1952 (1955 wieder aufgelöst) und erneut 1957 gegründet. Ein Teil der Einwohner pendelte zur Arbeit nach Košice (dort insb. in den Ostslowakischen Stahlwerken).

## Bevölkerung
| Jahr                | 1994 | 2004    | 2014    | 2024    |
| ------------------- | ---- | ------- | ------- | ------- |
| Anzahl der Personen | 287  | 275     | 295     | 306     |
| Unterschied         |      | −4,18 % | +7,27 % | +3,72 % |

| Jahr                | 2023 | 2024    |
| ------------------- | ---- | ------- |
| Anzahl der Personen | 312  | 306     |
| Unterschied         |      | −1,92 % |

Nach der Volkszählung 2011 wohnten in Ostrov 295 Einwohner, davon 265 Slowaken, sechs Tschechen und vier Ukrainer. 20 Einwohner machten keine Angabe zur Ethnie.
178 Einwohner bekannten sich zur römisch-katholischen Kirche, 74 Einwohner zur griechisch-katholischen Kirche, fünf Einwohner zur orthodoxen Kirche, zwei Einwohner zur reformierten Kirche sowie jeweils ein Einwohner zu den Zeugen Jehovas und zur Evangelischen Kirche A. B. Sieben Einwohner waren konfessionslos und bei 27 Einwohnern wurde die Konfession nicht ermittelt.

## Bauwerke
- römisch-katholische Kirche Himmelfahrt des Herrn im neogotischen Stil aus den Jahren 1907–1910

## Verkehr
Durch Ostrov führt die Cesta III. triedy 3754 („Straße 3. Ordnung“) von Sobrance (Anschluss an die Cesta I. triedy 19 („Straße 1. Ordnung“)) heraus und weiter nach Jenkovce, Lekárovce und schließlich Veľké Kapušany.